# Соложенкин, Евгений Александрович
Евгений Александрович Соложенкин (род. 31 июля 1966, Ленинград) — советский и российский шахматист, тренер по шахматам.

## Биография
Воспитанник шахматной школы Ленинградского Дворца пионеров. Занимался под руководством заслуженного тренера РСФСР Василия Бывшева. Окончил Ленинградский электротехнический институт. Мастер спорта СССР с 1985 года. Был участником нескольких чемпионатов Ленинграда. В 1986 и 1998 годах завоевал чемпионский титул.
В составе команды Санкт-Петербурга стал победителем клубного первенства России 1992 года. В 1991 году получил звание международного мастера, через два года становится гроссмейстером. Победитель многих международных турниров, добился победы в клубных первенствах Франции и Финляндии.
В 2017 году в составе команды Санкт-Петербурга стал чемпионом мира среди сеньоров.
Старший тренер Гроссмейстерской шахматной школы Северо-Западного федерального округа. Автор книг «Играем защиту Морфи в испанской партии» (2016), «Play the Queen’s Indian Defence» (2018) и «Челлендж-2020» (в соавторстве со своим учеником Ильёй Маковеевым). Занимал 3-е место (2014) и 2-е место (2015) в номинации «Лучший детский тренер года» Федерации шахмат России.
Занимается возвращением имен погибших советских военнопленных. В декабре 2017 года был награждён медалью «За заслуги в увековечении памяти погибших защитников Отечества».

## Судебный процесс
В сентябре 2017 года обвинил юную шахматистку Бибисару Асаубаеву в читерстве (компьютерной подсказке) на юношеском чемпионате мира в Монтевидео (Уругвай), что вызвало бурную полемику в российской шахматной среде и судебное разбирательство.
19 марта 2018 года комиссия по этике Международной федерации шахмат признала Евгения Соложенкина виновным в нарушении статьи 2.2.11 Этического кодекса и дисквалифицировала гроссмейстера на 18 месяцев (половина срока условно).  Также в Басманный районный суд города Москвы от Бибисары Асаубаевой и её матери Лианы Танжариковой к Евгению Соложенкину был подан гражданский иск о защите чести, достоинства и деловой репутации несовершеннолетнего с требованием выплаты компенсации в размере 6 миллионов рублей. 18 мая 2018 года иск был отклонён. Решение Басманного суда было обжаловано стороной Асаубаевы в суде второй инстанции. 14 декабря 2018 года в Московском городском суде апелляционной судебной коллегией был вынесен вердикт, согласно которому Соложенкин был признан виновным в распространении сведений, порочащих Асаубаеву, а также с него было взыскано 100 тысяч рублей.

## Личная жизнь
Дочь Елизавета (род. 2003) также занимается шахматами. В 2021 году выполнила норму гроссмейстера.

## Изменения рейтинга
| Графики недоступны из-за технических проблем. См. информацию на Фабрикаторе и на mediawiki.org. |